# Aucula azecsa
Aucula azecsa là một loài bướm đêm trong họ Noctuidae.